# Roger Waters
George Roger Waters (Guildford, 6 de setembro de 1943) é um cantor, compositor e músico inglês. É um dos fundadores da banda de rock progressivo e psicodélico Pink Floyd, na qual atuou como baixista e vocalista. Após a saída de Syd Barrett do grupo, em 1968, Waters se tornou o letrista da banda, o principal compositor e o líder do grupo. Subsequentemente, a banda conquistou sucesso internacional nos anos 70 com os álbuns conceituais The Dark Side of the Moon, Wish You Were Here, Animals e The Wall. Ainda que seu instrumento primário no Pink Floyd tenha sido o baixo, ele também já experimentou sintetizadores e tape loops, além de tocar guitarra rítmica e violão em gravações e apresentações. Alegando diferenças criativas com o grupo, Waters deixou o Pink Floyd em 1985, iniciando uma batalha legal com os membros restantes, pelo direito futuro de usar o nome e o material do grupo. A disputa encerrou-se em 1987 e levou quase dezoito anos para ele tocar novamente com o Pink Floyd em 2005, no evento Live 8. Estima-se que, até o ano de 2010, o grupo tenha vendido mais de 200 milhões de álbuns ao redor do mundo, incluindo 75 milhões de vendas apenas nos Estados Unidos.
A carreira solo de Waters apresenta, até o momento, cinco álbuns de estúdio: 'Music from the Body' (com Ron Geesin, 1970), The Pros and Cons of Hitch Hiking (1984), 'Radio K.A.O.S.' (1987), Amused to Death (1992) e Is This the Life We Really Want? (2017). Em 1990, Waters produziu um dos maiores concertos de rock da história, The Wall — Live in Berlin, com um público estimado em duzentas mil pessoas. Em 1996, ele foi introduzido ao Hall da Fama do Rock and Roll, como membro do Pink Floyd. Waters tem estado em turnê extensivamente desde 1999, tocando The Dark Side of the Moon integralmente em suas turnês mundiais de 2006 a 2008.
Em 2 de julho de 2005, ele reuniu os seus ex-parceiros de Pink Floyd: Nick Mason, Richard Wright e David Gilmour para o Live 8, um concerto de caridade. Foi a primeira aparição do grupo com Waters desde a última performance, 24 anos antes. Em 2010, ele iniciou a turnê The Wall Live, que inclui uma apresentação completa do álbum The Wall. Durante essa turnê, Gilmour e Mason (os únicos remanescentes do Pink Floyd, desde a morte de Richard Wright), mais uma vez, se uniram a Waters, em 12 de maio de 2011, na O2 Arena, em Londres. Tocou, com Gilmour, "Comfortably Numb"; Mason se juntou em "Outside the Wall".

## Biografia

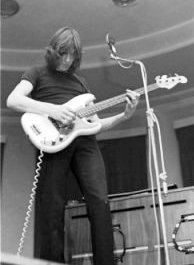
Waters apresentando-se com o Pink Floyd na Universidade de Leeds em 1970.

Em 6 de setembro de 1943, Roger Waters, filho de Mary e Eric Fletcher Waters, nasceu em Surrey, na Inglaterra. Seu pai, como oficial do 8º Batalhão dos Fuzileiros Reais, prestou vários serviços ao país durante a Segunda Guerra Mundial (1939-1945), tendo falecido em serviço nos campos de Anzio, Italia (onde atualmente é a cidade de Aprilia), em 18 de fevereiro de 1944, quando Roger tinha cinco meses. Posteriormente se mudou com sua mãe e seu irmão para Cambridge. Waters se casou quatro vezes, tendo três filhos: Harry (1976), India (1978) e Jack Fletcher (1997).
Mesmo desconhecendo por 70 anos detalhes da morte de seu pai na guerra, o fato foi alvo de vários trabalhos futuros na carreira de Roger, principalmente em The Final Cut e The Wall.
Enquanto ingressava na escola em Cambridge, conheceu Syd Barrett, e depois Nick Mason e Richard Wright, e fundaram o Sigma 6, que viria a ser a banda de rock psicadélico Pink Floyd. Após adulto, ergueu grandes críticas negativas ao sistema educacional inglês, principalmente internatos onde, segundo ele, os professores oprimiam os alunos e destacavam suas fraquezas, algo bem detalhado na ópera rock The Wall.
Tocando na maioria das vezes o contrabaixo, lançaram, como Pink Floyd, o seu primeiro álbum: The Piper at the Gates of Dawn. Com temas sugestivos, ficções sobre gnomos, e outros assuntos peculiares, alcançaram um sucesso inicial.

Após Syd Barrett ter abandonado o grupo devido a distúrbios psicológicos e psiquiátricos, causados, possivelmente, pelo uso de drogas, no fim dos anos 60, Waters definiu a direção artística da banda, levando os Pink Floyd para o centro das atenções, produzindo uma série de álbuns que continuam entre os mais aclamados pela crítica e dos mais vendidos de todos os tempos. Exerceu certa liderança sobre o quarteto, sempre de uma forma democrática, pelo menos até o The Wall. Essa foi uma fase de transição de características, e o grupo foi alcançar o seu auge com The Dark Side of the Moon, em 1973. Considerado por muitos um dos maiores álbuns da história, e um dos melhores do Pink Floyd, esse trabalho iniciou uma sequência de quatro álbuns de grande sucesso. Depois dele vieram Wish You Were Here, Animals e a ópera rock The Wall. Suas obras se destacam principalmente por abordagens filosóficas, questionantes, metafísicas, existencialistas e críticas, principalmente sobre os modos de vida da humanidade e suas políticas sociais, e quase sempre de forma pessimista. Esses temas levaram alguns críticos de décadas passadas a usar sr. Sombrio, "o homem mais triste do rock" e outros apelidos para descrever Waters, mas dentro do grupo consta que era carismático e sorridente. Havia dias em que, ao terminar gravações, Waters saia do estúdio e ia assistir os jogos do time de futebol para qual torcia, o Arsenal.[carece de fontes?]

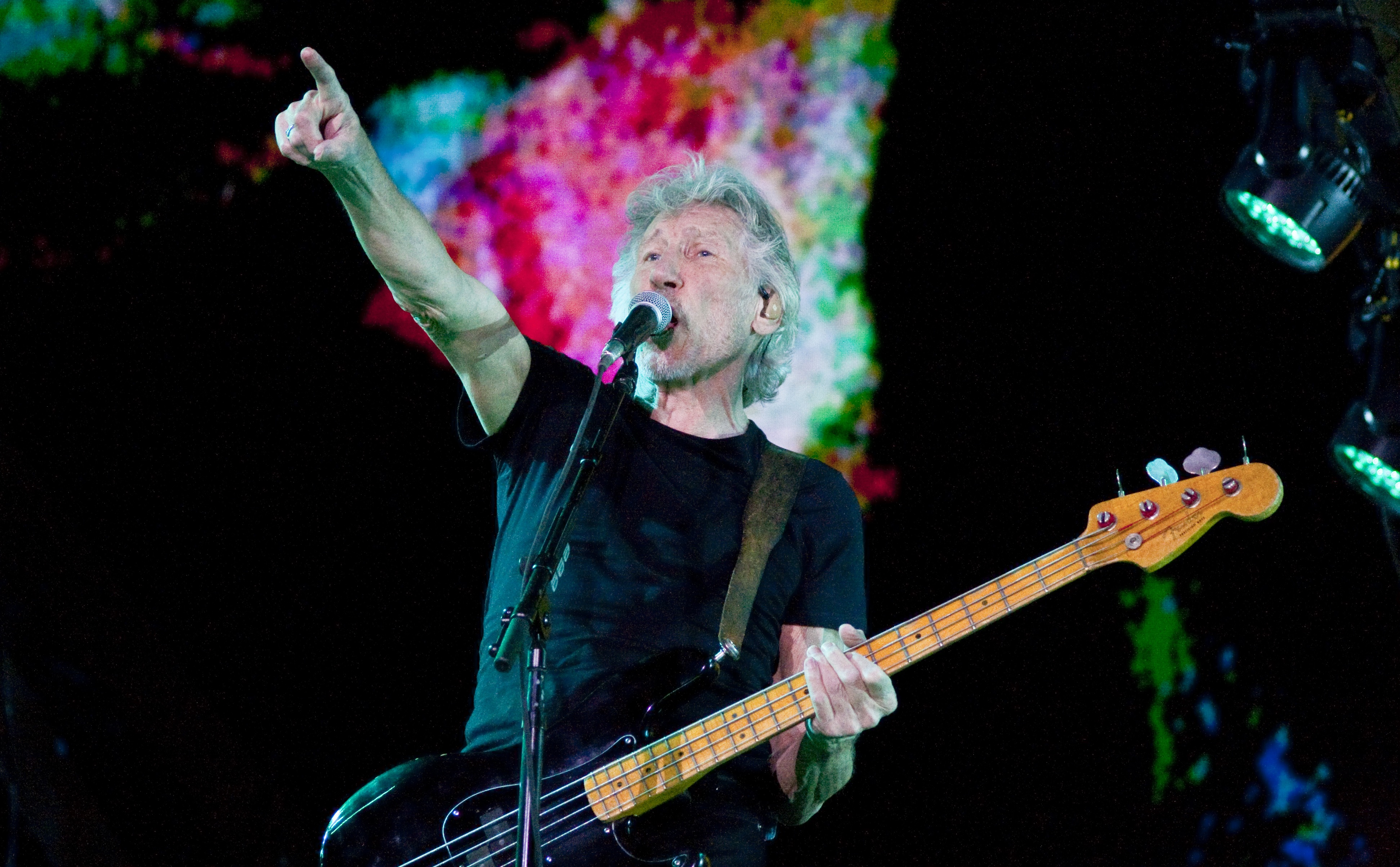
Roger Waters se apresentando no Estádio Nacional Julio Martínez Prádanos, em Santiago, Chile, durante a Us + Them Tour, em 14 de novembro de 2018

A relação de Waters com David Gilmour foi-se tornando tensa nos finais dos anos 70, à medida que Waters ia exercendo cada vez mais o controle criativo sobre o grupo, evoluindo para um rompimento.  A última colaboração Waters/Gilmour, The Final Cut de 1983, foi creditada como sendo um trabalho de Waters, com música tocada pelos Pink Floyd, conforme consta do verso da capa do vinil. Nesse ponto, a relação deles estava bastante deteriorada e os três gravavam separadamente em estúdios e horários separados.[carece de fontes?] Finalmente, Waters deixou a banda, mas o desacordo sobre a intenção de Gilmour em continuar a usar o nome Pink Floyd levou-os aos tribunais. Waters argumentava que tendo a banda sido criada por ele, Syd Barrett, Nick Mason, e Richard Wright, não havia razão para o grupo continuar a se chamar Pink Floyd, já que contava apenas com um dos componentes originais, (Richard Wright havia sido "demitido" da banda por Waters por conta de desentendimentos, antes da gravação de The Final Cut, retornando mais tarde quando a banda já estava sob o controle de Gilmour). Outro dos argumentos de Waters era o fato de ser o autor da maior parte das letras das músicas do Pink Floyd desde a saída de Syd Barrett, o que tornou a disputa mais acirrada, principalmente por David Gilmour. Mesmo assim, Gilmour ganhou o direito de usar o nome Pink Floyd e a maioria das suas músicas, ficando Waters apenas com os direitos do álbum The Wall e de todas as suas músicas.[carece de fontes?]
Roger Waters foi considerado o 22.º melhor baixista do milênio, numa lista divulgada pela revista Guitar, em 2001.

## Carreira pós Pink Floyd
Após sair dos Pink Floyd, Waters embarcou numa carreira solo, editando três álbuns e a trilha sonora de um filme. Em 1984 lançou The Pros and Cons of Hitch Hiking, que já estava sendo preparado desde 1978, em 1987 lançou Radio K.A.O.S e, por último, lançou o álbum Amused to Death, em 1992. Esses três, porém, não chegaram a se destacar como os álbuns da era Pink Floyd. Waters passou a maioria dos anos 1990 (16 anos de trabalho) a compor uma ópera de três atos chamada Ça Ira, cujo lançamento ocorreu em setembro de 2005. A obra buscava representar os momentos iniciais da Revolução Francesa e foi apresentada, em maio de 2013, no teatro municipal de São Paulo.
Após a queda do Muro de Berlim em 1989, Waters produziu, em 21 de julho de 1990 em Berlim, o concerto de The Wall live in Berlin para comemorar o fim da divisão entre a Alemanha Oriental e a Alemanha Ocidental. O concerto teve lugar na Potsdamer Platz, um local que fazia parte da terra de ninguém (zona neutra) e teve vários artistas convidados, como Bryan Adams, The Scorpions e Van Morrison, Cyndi Lauper, Ute Lemper,Joni Mitchell entre outros.
Depois de um longo hiato, Waters voltou à estrada em 1999, tocando suas músicas mais conhecidas do período que estava no Pink Floyd com material da sua carreira a solo e uma música nova chamada "Each Small Candle", tendo conseguido grande audiência. Um dos shows da tour de 2000 foi gravado no DVD In The Flesh, filmado em Portland, Oregon. Em 2002 a tour continuou e em março passou pelo Brasil, tocando nas cidades do Rio de Janeiro, Porto Alegre e São Paulo. Neste ano Roger apresentou mais uma nova composição chamada "Flickering Flame".
Roger Waters retornou aos palcos em 2006, com a grande tour mundial ''The Dark Side of the Moon Live''. O show era dividido em três momentos distintos:
Primeira parte
1. In the Flesh
2. Mother
3. Set the Controls for the Heart of the Sun
4. Shine On You Crazy Diamond (Partes II - V)
5. Have a Cigar
6. Wish You Were Here
7. Southampton Dock
8. The Fletcher Memorial Home
9. Amused to Death
10. Leaving Beirut
11. Sheep

Segunda Parte (The Dark Side of the Moon)
1. Speak to Me
2. Breathe
3. On the Run
4. Time
5. Breathe (Reprise)
6. The Great Gig in the Sky
7. Money
8. Us and Them
9. Any Colour You Like
10. Brain Damage
11. Eclipse

Bis
1. The Happiest Days of Our Lives

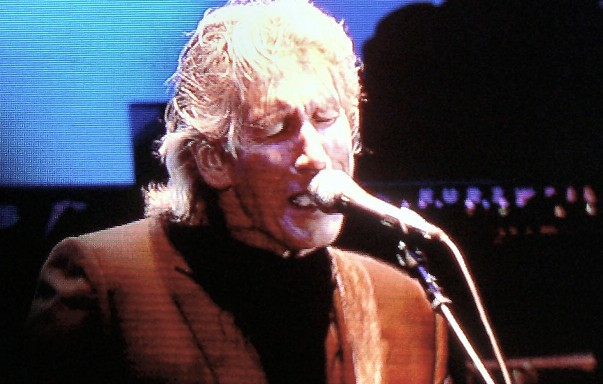
Em concerto no Rock in Rio Lisboa em 2006.

2. Another Brick in the Wall - Parte II
3. Vera
4. Bring the Boys Back Home
5. Comfortably Numb

Em setembro de 2004, Waters publicou duas novas faixas: "To kill the child" e "Leaving Beirut" apenas para a internet; um CD single foi lançado apenas no Japão. Ambas as faixas são inspiradas na invasão do Iraque pela Inglaterra e Estados Unidos em 2003. A sua mensagem era clara em versos como: "Oh George! Oh George! That Texas education must have fucked you up when you were very small" (Leaving Beirut). Sendo o nome George em alusão ao então presidente norteamericado George W. Bush.
A morte prematura de seu pai durante a Segunda Grande Guerra é inspiração para muitos dos seus trabalhos, que apresentam uma crítica negativa às guerras, como uma forma de poder destrutiva e desnecessária. Waters foi um dos personagens que se posicionaram firmemente contra a Guerra das Malvinas, dando razão a Argentina contra seu pais a Inglaterra.
Em 2011, iniciou mais uma turnê mundial, chamada The Wall, um grande show elaborado que passou por diversos países e prosseguiu até 2012, incluindo shows no Brasil.
Waters também é defensor da causa palestina. Em 2012, ele regravou a canção "We Shall Overcome", para protestar contra o bloqueio a região de Gaza. No mesmo ano, fez um grafite no muro com que Israel segrega o Estado Palestino com os dizeres: "We don't need no thought control" (Não precisamos de controle mental em português), uma referência à letra da música Another brick in the wall.
Em outubro de 2016, Waters anunciou uma nova turnê para 2017 pela América do Norte. A turnê "Us + Them" deve apresentar 44 shows entre os Estados Unidos e o Canadá, tocando os maiores sucessos da carreira de Waters e do Pink Floyd. A turnê deve começar em 26 de maio e acabar em 28 de outubro. O nome da turnê deriva da música "Us and Them", do álbum do Pink Floyd The Dark Side of the Moon.
Em 2 de junho de 2017, foi lançado o álbum Is This The Life We Really Want? com músicas inéditas.
De maio de 2017 a dezembro de 2018, Waters esteve em tour por 35 países com o trabalho "Us and Them", onde várias mensagens de resistência à "reascensão do fascismo" foram apresentadas. A palavra "Resist" aparecia em um telão grafada em vermelho. Também foi apresentada uma lista com nomes de políticos que têm aderido à onda da extrema-direita mundial, incluindo Trump, Le Pen e Bolsonaro.

## Manifestações políticas

### Conflito entre Israel e Palestina e acusações de antissemitismo
Waters apoia a Palestina no Conflito israelo-palestino. É manifesto defensor do Boicote, Desinvestimento e Sanções (BDS), uma campanha por um boicote internacional a Israel. Waters visitou pela primeira vez o Muro da Cisjordânia em 2006, a pedido de apoiadores palestinos, quando estava programado para se apresentar em Tel Aviv. Em seguida, mudou um concerto em Tel Aviv de local, para Neve Shalom, e pediu a remoção do muro: "O muro é uma edificação terrível de se ver. Ele é vigiado por jovens soldados israelenses que me trataram, um observador casual de outro mundo, com agressividade desdenhosa." Waters descreve o tratamento de Israel aos palestinos como análogo ao apartheid.
Em 2013, o rabino Abraham Cooper, vice-diretor da organização judaica de direitos humanos Centro Simon Wiesenthal, acusou Waters de antissemitismo por incluir um balão gigante de porco com uma Estrela de Davi em seus shows. Waters respondeu que era um dos vários símbolos religiosos e políticos do show e não uma tentativa de apontar o judaísmo como uma força maligna. Mais tarde naquele ano, Waters comparou o tratamento israelense aos palestinos à Alemanha Nazista, dizendo: "Os paralelos com o que aconteceu na década de 1930 na Alemanha são tão esmagadoramente óbvios." Ele disse que a razão pela qual poucas celebridades haviam se juntado ao movimento BDS nos Estados Unidos era porque "o lobby judeu é extraordinariamente poderoso aqui e especialmente na indústria em que trabalho, a indústria musical".
Após os comentários, a Liga Anti-Difamação acusou que as declarações de Waters eram antissemitas. O rabino americano Shmuley Boteach respondeu a Waters no New York Observer: "Que você tenha a audácia de comparar judeus a monstros que os assassinaram mostra que você não tem decência, você não tem coração, você não tem alma." Falando em Nova York depois, Waters disse que apoiadores de Israel frequentemente atacam críticos como antissemitas como uma "tática diversionista" ao confundir antissionismo com antissemitismo.
Em 2015, Waters publicou uma carta aberta na Salon criticando a banda de rock Bon Jovi por se apresentar em Tel Aviv. Em 2017, ele pediu ao Radiohead para cancelar um show lá, assinando uma carta com outras 50 pessoas, e foi co-signatário de uma carta aberta pedindo a Nick Cave para cancelar o seu. Nem Radiohead nem Cave cancelaram seus shows. Waters narrou o documentário de 2016 The Occupation of the American Mind: A Guerra de Relações Públicas de Israel nos Estados Unidos sobre os métodos usados por Israel para moldar a opinião pública americana.
Em uma entrevista de 2017 com Omar Barghouti, Waters comparou novamente a diplomacia pública de Israel à Alemanha nazista: "A questão da propaganda – de novo, não é difícil voltar a Goebbels ou aos anos 1930. Você entende que a tática é contar a grande mentira o mais frequentemente possível, repetindo-a várias vezes. E as pessoas acreditam nela." Em 2017, o escritor Ian Halperin produziu um documentário, Wish You Weren't Here, acusando Waters de antissemitismo e de "erguer as mesmas barreiras que impedem a paz na região e alimentam o ódio".
Em 2020, a Major League Baseball parou de anunciar os shows da turnê This Is Not a Drill de Waters após receber críticas de grupos judaicos. Ainda naquele ano, Waters disse que o empresário judeu americano e doador do Partido Republicano, Sheldon Adelson, era um "titereiro" que controlava a política americana. Ele disse que Adelson acreditava que "apenas os judeus são completamente humanos... Eu não estou dizendo que os judeus acreditam nisso. Eu estou dizendo que ele acredita, e ele está puxando as cordas." Na mesma entrevista, Waters disse que o assassinato de George Floyd foi realizado com uma técnica desenvolvida pelas Forças de Defesa de Israel. Ele disse que os americanos estudaram a técnica para aprender "como matar os negros porque eles viram como os israelenses foram eficientes em matar os palestinos nos territórios ocupados usando essas técnicas... Os israelenses se orgulham disso." Os comentários foram criticados como antissemitas.
Em 25 de fevereiro de 2023, a cidade alemã de Frankfurt cancelou um dos Iprogramados de Waters, chamando-o um dos "antissemitas mais conhecidos" e citando seu apoio ao BDS, as imagens em seus shows e suas conversas com o grupo militante Hamas. A medida foi apoiada pelo Conselho Central dos Judeus na Alemanha e pela Comunidade Judaica de Frankfurt. Waters contratou um escritório de advocacia alemão para impedir judicialmente o cancelamento de seus shows e divulgou uma declaração negando as acusações e afirmando que o cancelamento poderia ter "consequências graves e abrangentes para artistas e ativistas em todo o mundo". Um tribunal alemão permitiu que o show prosseguisse, dizendo que ele deveria ser visto como uma obra de arte e que ele "não glorificava ou relativizava os crimes dos nazistas, ou se identificava com a ideologia racista nazista".
Em maio de 2023, a polícia alemã abriu uma investigação criminal contra Waters e o uniforme de estilo nazista que ele usou durante sua apresentação em Berlim por possível incitação. A simbologia nazista é proibida na Alemanha, com exceções para fins educacionais e artísticos. Waters usa há muito tempo uniformes semelhantes para as apresentações de The Wall, em que o protagonista alucina ser um ditador fascista. O Ministério das Relações Exteriores de Israel criticou Waters por sua apresentação. Waters disse que foi atacado a mando do "lobby israelense" na Alemanha. Em um comunicado, ele disse que a imagem era uma declaração em "oposição ao fascismo, à injustiça e à intolerância" e que a crítica era desonesta e politicamente motivada. O Departamento de Estado dos EUA chamou a apresentação de Waters de "profundamente ofensiva para o povo judeu" e o acusou de ter um histórico de usar tropos antissemitas.
Em uma entrevista em junho de 2023 para o Double Down News, Waters afirmou que as acusações de que ele era antissemita eram uma "mentira vil" e eram "profundamente insultantes", e que ele era uma vítima da cultura do cancelamento. Ele apontou que vinha usando uniformes inspirados nos nazistas em suas apresentações desde 1980, mas eles só haviam atraído controvérsia recentemente, e afirmou que seus shows tinham a intenção de se opor e não glorificar o Fascismo e o Nazismo, lembrando que seu pai havia morrido lutando contra o nazismo. Ele continuou dizendo que o governo israelense o via como uma "ameaça existencial ao seu regime colonialista, racista e de apartheid", e afirmou que eles estavam tentando desacreditá-lo.

## Roger Waters no Brasil

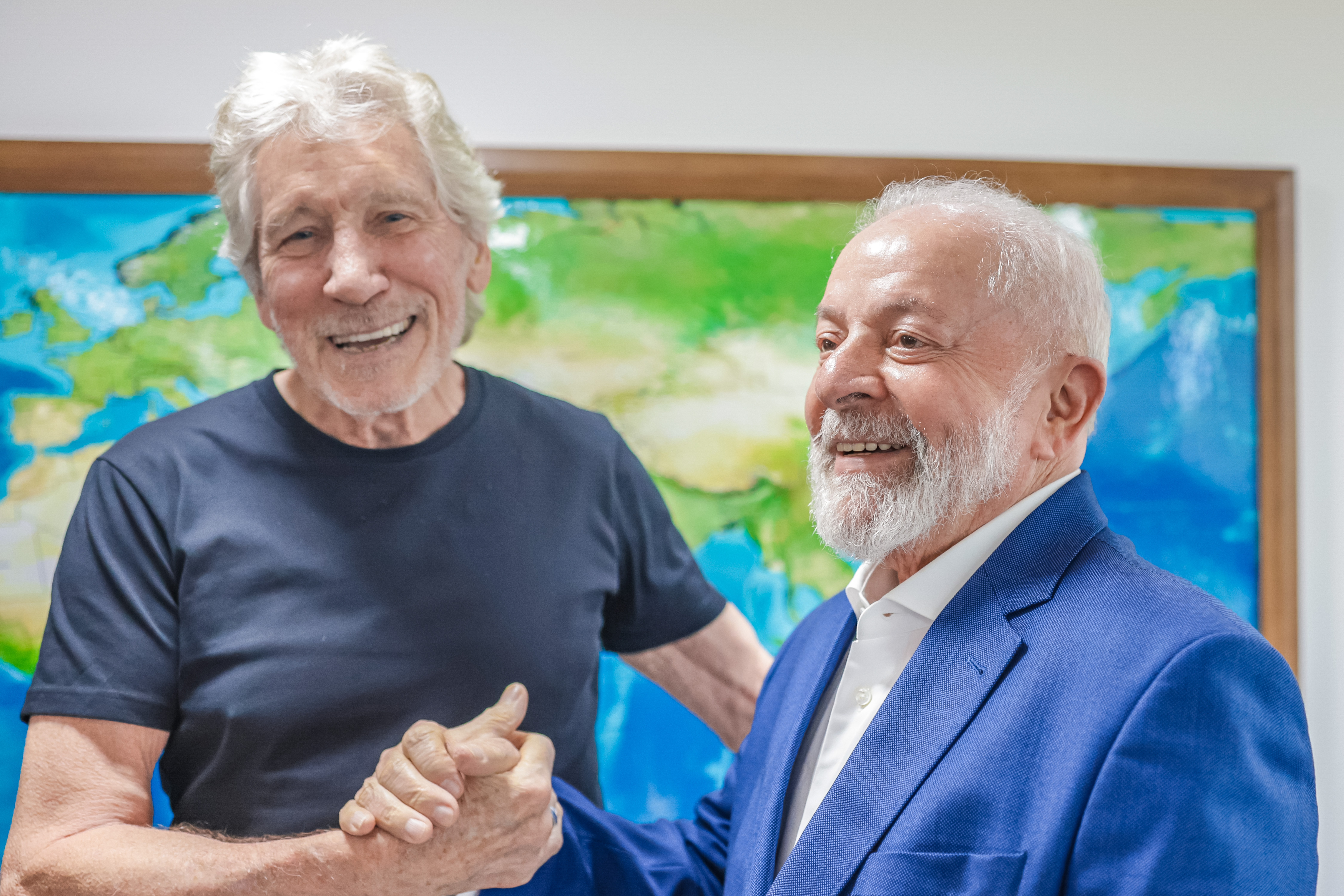
Waters com Lula em outubro de 2023

Em 2002, Roger Waters passou pelo Brasil na sua tour "In The Flesh?", fazendo quatro apresentações: uma no Rio de Janeiro, no Sambódromo em 9 de março; uma em Porto Alegre no Estádio Olímpico, no dia 12 de março; e duas apresentações em São Paulo no Estádio Municipal Paulo Machado de Carvalho (Pacaembu), no dias 14 e 15 de março.
Em 2007, Roger Waters fez shows da tour The Dark Side Of The Moon em duas apresentações: uma no Rio de Janeiro, na Praça da Apoteose em 23 de março; e outra em São Paulo, no Estádio Cícero Pompeu de Toledo (Morumbi), em 24 de março.
Em abril de 2008, Roger Waters voltou ao Brasil para apresentar sua ópera Ça-Ira, baseada na Revolução Francesa. Com atores brasileiros e tocada pela orquestra Amazonas Filarmônica, ela foi representada no Teatro Amazonas na abertura do XII Festival Amazonas de Ópera, em Manaus, e supervisionada, durante toda a sua montagem, por Roger.
Em 2011, durante a sua turnê The Wall Live, ele mudou a letra da música Another Brick in the Wall em homenagem ao brasileiro Jean Charles de Menezes, assassinado em Londres por ter sido confundido com um terrorista. O nome não-oficial dessa versão é "Another Brick in the Wall Part. 2 Reprise".
Em março de 2012, retornou ao Brasil para shows em Porto Alegre (25/3, no Estádio Beira-Rio), Rio de Janeiro (29/3, no Estádio Engenhão) e São Paulo (1/4 e 3/4, no Estádio Morumbi).
Em 2013, voltou ao Brasil para apresentar a ópera Ça Ira, em São Paulo.
Em 2018, fez uma série de shows no país, começando em São Paulo (no dia 9 de outubro), seguindo por Brasília (13), Salvador (17), Belo Horizonte (21), Rio (24), Curitiba (27) e encerrando em Porto Alegre (30). Em coletiva de imprensa que antecedeu aos shows havia anunciado que iria avisar às pessoas de que governantes pouco capacitados e simpatizantes do fascismo estão assumindo o poder no mundo; durante os shows ele listou no telão o atual presidente da república Jair Bolsonaro como um desses governantes, além de apresentar hashtag do movimento #EleNão, provocando polêmica entre os espectadores. Roger se declarou surpreso sobre as vaias que recebeu.
Em 2023, representantes da comunidade judaica solicitaram ao Ministério da Justiça que Roger Waters fosse monitorado pelas autoridades policiais brasileiras, caso ele viesse a ingressar em território nacional, a fim de evitar a possibilidade de que ele reproduzisse seu comportamento durante um show em Berlim, no qual ele vestiu um uniforme com referências nazistas. O artista agendou a turnê "This Is Not A Drill" para ocorrer entre os meses de outubro e novembro de 2023, com apresentações confirmadas nas cidades de Brasília no dia (24/10), no Rio de Janeiro (28/10), em Porto Alegre (01/11), em Curitiba (04/11), em Belo Horizonte (08/11) antes de chegar a São Paulo (11 e 12/11). Em 27 de outubro, Roger Waters recebeu a Medalha Pedro Ernesto na Câmara de Vereadores do Rio de Janeiro e fez uma homenagem a Marielle Franco em seu show no Maracanã em 2018.

## Galeria de imagens

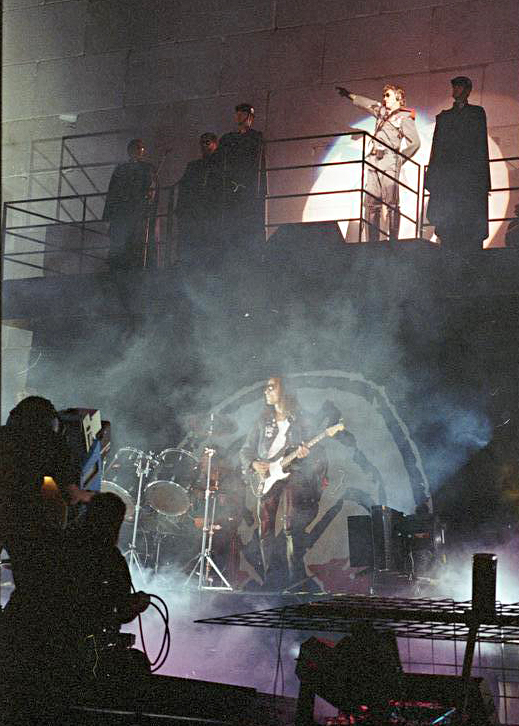
Roger Waters apresentando The Wall em Berlim a 21 de Julho de 1990.
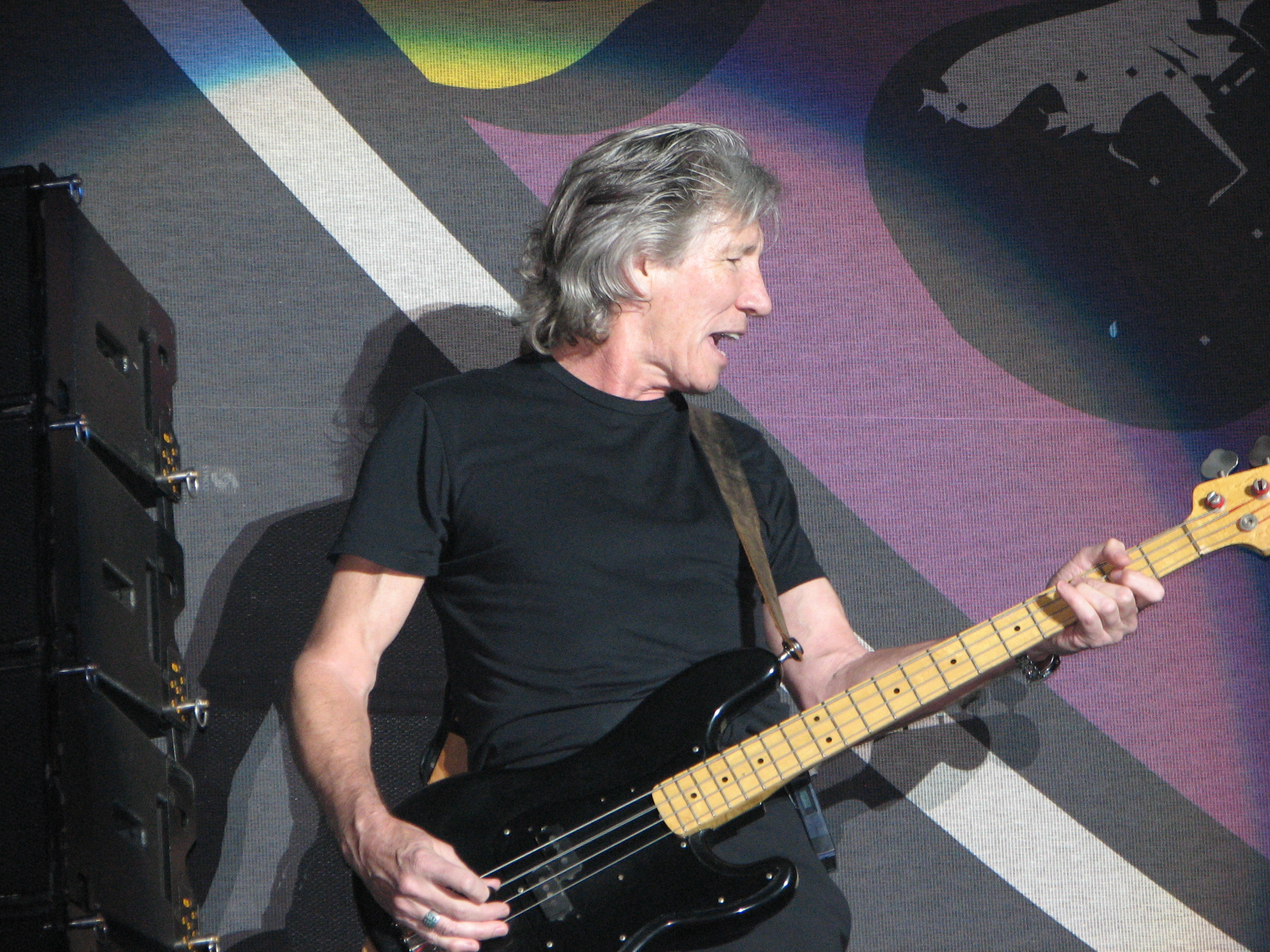
Roger Waters no Arrow Rock Festival,[46] Lichtenvoorde, Países Baixos, 2006.

## Álbuns solo de Roger Waters
- Music from The Body (trilha sonora; com Ron Geesin) (1970)
- The Pros and Cons of Hitch Hiking (1984)
- When the Wind Blows (trilha sonora; com vários artistas) (1986)
- Radio K.A.O.S. (1987)
- The Wall Live in Berlin (ao vivo) (1990)
- Amused to Death (1992)
- In the Flesh Live (ao vivo) (2000)
- Flickering Flame: The Solo Years Vol. 1 (compilação) (2002)
- Ça Ira (ópera composta por Roger Waters) (2005)
- Roger Waters The Wall (ao vivo) (2015)
- Is This the Life We Really Want? (2017)
- Igor Stravinsky's The Soldier's Tale (narração da peça L'Histoire du soldat, de Igor Stravinsky) (2018)
- Roger Waters: Us + Them (ao vivo) (2020)
- The Lockdown Sessions (regravações) (2022)
- The Dark Side of the Moon Redux (regravação do álbum original do Pink Floyd) (2023)